# John William MacKay
Pour les articles homonymes, voir MacKay.
John William MacKay ( 28 novembre 1831 - 20 juillet 1902 ) était un industriel et financier américain, d'origine irlandaise, qui a fait fortune en découvrant le « Big Bonanzza » du Comstock Lode à Virginia City, le plus important gisement d'argent-métal de l'histoire des États-Unis.

## Biographie
John William MacKay est né à Dublin. Sa famille l'a amené en 1840 à New York où il a commencé sa carrière comme ouvrier dans les chantiers navals, à 16 ans. Charpentier à 20 ans, il participe à ruée vers l'or en Californie, en voyageant sur un clipper qui passe le Cap Horn. Mais il arrive trop tard, en 1851, lorsque la ruée s'achève. Ensuite, il se déplace en 1859 à Virginia City dans le Nevada, 350 kilomètres plus à l'est, où a été découvert un nouveau gisement d'or et d'argent. Il devient charpentier dans les mines, à six dollars la journée.
Il y perd le peu qu'il avait gagné en Californie. Puis il parvient à devenir actionnaire d'une petite mine. Il fait signer les papiers pour acquérir les parts d'un associé manquant de cette mine, en le retrouvant sur le champ de bataille de la guerre de Sécession à Chattanooga. Après la guerre, il fonde ensuite en 1866 à  Virginia City, ville de Mark Twain, la « Kentuk Mine », qui va rapporter 3,6 millions de dollars en trois ans. 
Entre-temps, John William MacKay a épousé en 1866 une new-yorkaise, Marie Louise Hungerford, qui s'inquiète de l'ambiance particulière de Virginia City.
John William MacKay fait en 1867 la connaissance de James Graham Fair, irlandais comme lui et directeur de la mine « Hale and Norcross Mine », qui perd ce poste. MacKay l'embauche comme directeur de la « Rising Star Mine », un gisement qu'il a acheté dans l'Idaho.
Ensemble, ils convainquent d'investir dans leur affaire deux compatriotes irlandais, James C. Flood, et William S. O'Brien (en), qui tenaient auparavant un saloon à San Francisco, où ils avaient fondé en 1864 la société « Flood and O'Brien ». 
Ensuite, au nez et à la barbe de William Sharon et sa Bank of California, ils rachètent la « Hale and Norcross », une mine en profondeur mais en difficulté, que son ami James Graham Fair connait bien car il en était encore le directeur avant d'être licencié en 1867. Ils ne paient que 42 dollars l'action, alors qu'elle valait auparavant 1 200 dollars à la Bourse de San Francisco. La mine sera plus tard rebaptisée la « Bonanza firm ». 
En 1868, les actions de la « Hale and Norcross mine » montent rapidement, de 1 300 dollars à 2 200 dollars, après une découverte importante. Les ouvriers sont enfermés dans la mine, temporairement, pour éviter que la nouvelle se propage trop vite, le temps que des actions puissent être achetées à la Bourse de San Francisco. Cette année-là, la journée de travail, payée 4 dollars, est ramenée de 10 à 8 heures. Les 4 associés, enrichis, rachètent la Consolidated Virginia mining company, vaste mine sans chiffre d'affaires, qui leur donnera la possibilité de contrôler la plus grande partie du Comstock Lode en 1870.
Cette acquisition se révélera pertinente, car ils découvrent en 1873, à 400 mètres de profondeur, la veine la plus riche du gisement, appelée « Big Bonanzza », de 15 mètres de large, qui sera le principal actif de la Consolidated Virginia mining company. Dès le mois de mars, le « Big Bonanzza » rapporte 3,876 dollars, puis c'est un million de dollars par mois. Elle permet aux 4 associés de fonder la Banque du Nevada à San Francisco. Mais deux ans après, un incendie ravage Virginia City et détruit la maison de John William Macay. 
Les quatre associés deviennent les « rois de l'argent » et font construire dans la ville un opéra et un hôtel international.
S'établissant de manière permanente en France à Paris dès 1876, après un passage d'un an à New York, où sa femme est snobée par l'establishment, il se lie d'amitié avec 
l'éditeur de presse James Gordon Bennett senior, qui approche de 90 ans et a épousé la baronne de Reuter, fille de Paul Julius Reuter, le fondateur de la célèbre agence Reuters. À Paris, il rachète l'hôtel particulier accueillant l'actuelle ambassade de Belgique, no 9, rue de Tilsitt, donnant sur l'arc de triomphe de l'Étoile.
Tous deux s'associent en 1884, pour créer la Commercial Cable Company, qui ferraille contre le monopole de la Western Union Telegraph Company, du magnat Jay Gould.